# Prasinocyma nonyma
Prasinocyma nonyma är en fjärilsart som beskrevs av Louis Beethoven Prout 1926. Prasinocyma nonyma ingår i släktet Prasinocyma och familjen mätare. Inga underarter finns listade i Catalogue of Life.